# Pehr George Scheutz
Pehr George Scheutz (ur. 23 września 1785 w Jönköping, zm. 22 maja 1873 w Sztokholmie) – szwedzki prawnik, drukarz i wydawca. Zbudował wspólnie z synem Edvardem w 1843 roku maszynę różnicową, opartą na wczesnych projektach Charlesa Babbage’a.
W 1811 roku osiadł w Sztokholmie. Około 1830 roku zainteresował się projektem maszyny różnicowej Charlesa Babbage’a. Pod koniec lata 1843 roku wraz z synem skonstruował własną maszynę różnicową. W roku 1844 Królewska Szwedzka Akademia Nauk odrzuciła wniosek Scheutza o pożyczkę 10 000 koron, jednakże w 1851 zgodziła się wesprzeć finansowo (sumą 3333 koron) budowę doskonalszego modelu urządzenia. Budowę maszyny zakończono w roku 1853. Maszyna zdobyła złoty medal na Wystawie Paryskiej w sierpniu 1855 roku.
Jeden egzemplarz maszyny Scheutzów za 1000 funtów nabyło jednak Obserwatorium Dudley z Albany w stanie Nowy Jork w Stanach Zjednoczonych. Drugi egzemplarz został wykonany dla angielskiego Registrar Office (angielska służba stanu cywilnego) w 1859 roku. Maszyny nie cieszyły się większym zainteresowaniem na rynku, co przyczyniło się do bankructwa jej autorów.
Scheutz otrzymał za swe dokonania Legię Honorową (1855) oraz szwedzki Order Wazów (1856).